# Abrothrix jelskii
Abrothrix jelskii је врста глодара из породице хрчкова (лат. Cricetidae). 

## Распрострањење
Ареал врсте је ограничен на мањи број држава. Врста има станиште у Аргентини, Перуу и Боливији.

## Станиште
Станиште врсте је травна вегетација. 

## Угроженост
Ова врста је наведена као последња брига, јер има широко распрострањење и честа је врста.